# Ala-Rimpijärvi
Ala-Rimpijärvi är en sjö i Pajala kommun i Norrbotten och ingår i Torneälvens huvudavrinningsområde.